# Любча
Любча (старо име Любче) е село в Южна България. То се намера в община Доспат, област Смолян.

## География
Село Любча се намира в югозападната част на Родопите. То попада в историко-географската област Чеч. Селото е с южно изложение и благоприятен климат за земеделски култури като тютюн, картофи и други. От селото може да се видят северните планински върхове на Гърция, както и Пирин.

## Климат
Преди 2-3 десетилетия климатът в Любча бил планински, но с глобалното затопляне той започва да се променя в континентално–средиземноморски.

## Води
Близо до селото минава приток на река Доспат, която се влива в река Места, а оттам в  Егейско море.

## История
В османските документи селото се среща под името Лубича (на османски турски: ﻟﻮﺑﻴﭽﻪ). В 19 век Любча е мюсюлманско село в Неврокопска каза на Османската империя. В „Етнография на вилаетите Адрианопол, Монастир и Салоника“, издадена в Константинопол в 1878 година и отразяваща статистиката на населението от 1873 година, Люпче (Luptche) е посочено като село с 40 домакинства и 116 жители помаци. През 1899 година селото има население 351 жители според резултатите от преброяване населението на Османската империя. Съгласно статистиката на Васил Кънчов („Македония. Етнография и статистика“) към 1900 година Любча (Любче) е българо-мохамеданско селище. В него живеят 320 българи-мохамедани в 55 къщи.. Според Стефан Веркович към края на 19 век Любча има мюсюлманско мъжко население 154 души, което живее в 46 къщи.
След насилственото покръстване от края на 1912 година и избухването на Междусъюзническата война през 1913 година в Любча била организирана чета, която да противодейства на българската армия и българските хайдушки дружини и така Любча дава своя принос към въстанието, родило Гюмюрджинската република. Любската чета действала заедно с четите от селата Ваклиново, Кочан, Вълкосел и Доспат. Тези чети се състояли от по 30, 50 или 60 души. В нощта на 26 срещу 27 септември 1913 година те извършват нападение срещу заставата на граничната стража в село Чавдар.
Според Димитър Гаджанов в 1916 година в Кочан, Бръшлян и Жишево, Любча, Марулево, Усина и Црънча живеят 2416 помаци.

## Обществени институции
- Кметство
- ОУ „Христо Ботев“
- ДГ „Петя Дубарова“

## Културни и природни забележителности
- Римски мост
- На запад от селото се намират руините на Пониква.

## Исторически и археологически находки
Единственият египетски скарабей(бижу) в България.     

## Редовни събития
- Рамазан байрам
- Курбан байрам

## Личности
- Даниела Керкелова – треньор на женския национален отбор по вдигане на тежести
- Цанко Трампов - писател, автор на автобиографичния роман "Щастливия нещастник"